# Лукьянец, Виктория Ивановна
Виктория Ивановна Лукьянец (укр. Вікторія Іванівна Лук'янець, род. 20 ноября 1966 года, Киев, УССР, СССР) — одна из самых титулованных украинских оперных певиц, Народная артистка Украины (2001). В её активе — десятки выступлений на престижных мировых сценах, в частности в Метрополитен-опера и Ла Скала. Она солистка Венской оперы, а с 1998 года ещё и независимая исполнительница.

## Биография
Виктория родилась в Киеве. Свое музыкальное образование начала в раннем возрасте, до пяти лет с уроков игры на фортепиано.
Учиться пению начала в возрасте 14 лет, позже поступила в Киевскую государственную консерваторию им. П. Чайковского, которую
успешно закончила в 1989 году. В этом же году она начала свою профессиональную карьеру в Академическом театре оперы и балета им. Тараса Шевченко.
В 1990 году в Токио получила 1-ю премию на Международном конкурсе вокалистов (1990 Tokyo International Vocalists Competition) Концертной ассоциации «Музыку народу» (The Min-On Concert Association) и в Вене на Международном конкурсе Моцарта (International Mozart Competition» in Vienna). В 1991-м ей присудили 1-ю премию на Международном конкурсе Марии Каллас в Афинах. Далее дебютировала в Италии, Франции, Португалии, Японии и Греции.
В 1993 году она дебютировала в Венской государственной опере, в роли Царицы ночи в опере Моцарта «Волшебная флейта» и стала любимицей венской публики. На этой сцене она исполняла партии Джильды (Риголетто), Виолетты (Травиата), Оскара (Бал-маскарад), Адини (Любовный напиток), Эльвиры (Пуритане), Розины (Севильский цирюльник), Лючии (Лючия ди Ламмермур), Офелии (Гамлет), Олимпии (Сказки Гофмана).
В 1995 — лауреат фестиваля в Зальцбурге и дебютировала в итальянском театре Ла Скала. Виктория Лукьянец выступала с известными мировыми тенорами — Пласидо Доминго, Хосе Каррерасом и Лучано Паваротти.
Виктория Лукьянец выступает на главных оперных сценах мира: Метрополитен-опера в Нью-Йорке, Ла Скала в Милане, Королевский театр Ковент-Гарден в Лондоне, Опера Бастилия в Париже, Баварская государственная опера в Мюнхене, Гамбургская государственная опера, Немецкая государственная опера в Берлине, Старый театр (нем. Aalto-Musiktheater Essen) в Эссене, Женевский большого театра, Королевская опера Валлонии в Льеже.
Среди самых успешных последних выступлений можно отметить её пение в «Кантате» Моцарта в Венском музыкальном обществе в Wiener Musikverein, партия Розауры в опере «Хитрая вдова» Вольфа-Феррари на сцене оперного театра Ниццы, партия Берты в опере «Пророк» Джакомо Мейербера и партия Виолетты в «Травиате» Дж. Верди в Буэнос-Айресе.
Известный итальянский режиссёр Франко Дзефирелли назвал имена «трех больших Травиат» — Марии Каллас, Терезы Стратас и Виктории Лукьянец.
В репертуаре певицы произведения украинских композиторов: Николая Лысенко, Кирилла Стеценко, Якова Степного, Льва Ревуцкого, Бориса Лятошинского, Мирослава Скорика, Левка Колодуба, Леопольда Ященко, Валентина Сильвестрова, Юрий Ищенко, Леси Дычко.
Её бельканто сравнивают с голосами примадонн прошлого столетия Амелиты Галли-Курчи и Аделини Патти. В её репертуаре более 50-ти ведущих партий на семи языках, а гастрольный график составлен на годы вперед.
На концертах Виктории Лукьянец часто рядом с оперными ариями почетное место занимают украинские народные песни, которые она исполняет как с симфоническими, так и с народными оркестрами. 22 августа 2014 года в Киеве состоялся концерт «Сокровища украинской народной песни», на котором Виктория Лукьянец пела в сопровождении Национальной заслуженной капеллы бандуристов Украины имени Г.И. Майбороды.

## Личная жизнь
Много лет Виктория Лукьянец с мужем и дочерью живут в Австрии, где она солистка Венской оперы. С 1998 года также и независимая исполнительница.
Племянница Виктории Лукьянец Соломия в 2011 году стала «Гордостью страны» в номинации «Редкий талант».

## Награды
- Орден княгини Ольги III степени (2009)[2]
- Народная артистка Украины (2001)[3].